# دونالد كيركباتريك
دونالد كيركباتريك (بالإنجليزية: Donald Kirkpatrick)‏ هو كاتب واقتصادي وأستاذ جامعي أمريكي، ولد في 15 مارس 1924، وتوفي في 9 مايو 2014.